# Awa Maïga
Pour les articles homonymes, voir Maïga.
 (juin 2009).
Si vous disposez d'ouvrages ou d'articles de référence ou si vous connaissez des sites web de qualité traitant du thème abordé ici, merci de compléter l'article en donnant les références utiles à sa vérifiabilité et en les liant à la section « Notes et références ».
Awa Maïga est une chanteuse originaire de la Côte d'Ivoire. Elle a plusieurs styles de musique, principalement l'Afro-zouk et le Zouglou,.

## Biographie
Née en 1964 à Abidjan,capitale économique de la Côte d'Ivoire, Awa Maïga surnommée «la vieille mère» grandit parmi des jeunes de la rue (nouchis).
Influencée par François Lougah dans ses débuts, Awa collabore comme choriste avec plusieurs artistes issus de genres musicaux divers. Elle a notamment travaillé avec Salif Keita, Meiway, Papa Wemba et bien d’autres artistes. Elle commence sa carrière solo au milieu des années 90. Ainsi, ses chansons touchent plusieurs genres ou rythmes, parmi lesquels figurent le Zouglou, le coupé-décalé, le Mapouka, l'afro zouk, l'afro-pop, le soukouss, le makossa, le ndombolo.
En 2002 Awa fait la publication de son album « On est ensemble », avec la collaboration du camerounais Douleur, mais aussi Boni Gnahoré , Mario Canonge et Guy Wahi qui ont composé chacun une chanson sur l’album.

## Discographie
- 2024 : Amio (GildoKrasty Remixes)[6]
- 2006 : Na Weli, produit et distribué par X-Pol Music en
- 2002 : On est ensemble, produit par X-POL Music et distribué JPS
- 1999: Ménage à 3, distribué par Blue Silver
- 1996: Eluowo, distribué par Déclic[2]
- 2009: Elle a également collaboré avec 113, Rim-K et Jamel Debbouze dans un tout dernier opus célébrations, distribué par Maghreb United
- C'est Pas Compliqué ft Awilo Longomba & Africa Tonic